# كرايغ فورد
كرايغ فورد (بالإنجليزية: Craig Ford)‏ هو سياسي أمريكي، ولد في 21 مايو 1968 في غادسدن في الولايات المتحدة. حزبياً، نشط في الحزب الديمقراطي. وقد انتخب عضو مجلس نواب ألاباما.